# Bánkút (Medgyesegyháza)
Bánkút a Békés vármegyében található Medgyesegyháza egyik településrésze, amely a várostól keleti irányban helyezkedik el.

## Fekvése
Bánkút anyavárosától, Medgyesegyházától körülbelül 8 kilométerre keletre fekszik, keletről Kétegyháza, délről Nagykamarás, még északról Pusztaottlaka határolja. Közúti elérését a 4429-es útból kiágazó 44 342-es számú mellékút biztosítja. A településrész északi határában halad a Kétegyháza–Újszeged-vasútvonal, amelynek egy megállási pontja van itt, Bánkút megállóhely, az említett mellékút végpontjánál. A terület jellemzően síksági, de a Békés vármegyei nagy átlagnál némileg hullámosabb. A környező termőföldek szikesek.

### Megközelítése
Vasúton a MÁV 121-es számú Békéscsaba–Kétegyháza–Mezőhegyes–Újszeged-vasútvonalán közelíthető meg, Bánkútnak megállóhelye van. Közúton a Medgyesegyházát és Nagykamarást összekötő úton közelíthető meg.

## Története
A bánkúti gazdaság József főherceg nagy kiterjedésű birtokai közül kisjenői (akkor Arad vármegye) uradalomhoz tartozott. Az Elek részeként számon tartott Bánkút-pusztát 1822-ben kapta meg József nádor. 1844. november 20-án jött létre Bánkút telepesfalu.  1878-ig teljes egészében haszonbérben művelték Bánkút földjeit. Ekkor állították fel a Rózsa-majori, majd 1886-ban a László-majori kerületet, s ezáltal a bánkúti gazdaságból 3486 kh és 756 négyszögöl került házi kezelésbe. 1895-ben az egész bánkúti uradalom területének (6563 kh 141 n.öl) túlnyomó többsége (94%) szántó volt. Mivel Bánkúton a termőtalaj a környező területeknél gyengébb sziktartalmú volt, a búzatermesztésre  kedvező feltételek adódtak. Ezt használta ki a híres búzanemesítő, Baross László, a bánkúti búza atyja. Nagy lökést adott a fejlődésnek a vasút 1883-as megnyitása. A településrészt később Medgyesegyházához csatolták. A falurész a második világháborúig mintaszerűen fejlődött, köszönhetően főleg Barossnak. Ebben az időben Bánkút és Medgyesegyháza is Csanád, Arad és Torontál k.e.e. vármegye része volt. A második világháború után érzékenyen érintette a környéket a csehszlovák-magyar lakosságcsere egyezmény, amelynek során sok szlovák származású személy is elhagyta a környéket. 1945 után számottevő változás nem történt, a terület Békés megyéhez került, majd a kolhozosítás során államosították a környékbeli földeket. Ezzel elveszett egykori mintagazdasági jellege, lassan elkezdett leépülni. 2008-ban bezárták a postahivatalt is.